# Lustrochernes intermedius
Espèce
Synonymes
- Chelifer intermedius Balzan, 1892
- Chelifer rotundatus Ellingsen, 1902

Lustrochernes intermedius est une espèce de pseudoscorpions de la famille des Chernetidae.

## Distribution
Cette espèce se rencontre en Argentine, au Paraguay, au Brésil, en Équateur, au Venezuela, au Guatemala et au Mexique.

## Description
L'holotype mesure 3,70 mm.

## Publication originale
- Balzan, 1892 : Voyage de M. E. Simon au Venezuela (Décembre 1887 - Avril 1888). 16e mémoire (1) Arachnides. Chernetes (Pseudoscorpiones). Annales de la Société Entomologique de France, vol. 60, p. 497-552 (texte intégral).